# Список вулиць Львова (Т)
Список усіх вулиць Львова, що починаються на літеру Т.
У списку вулиці подані за алфавітом. Назви вулиць на честь людей відсортовані за прізвищем і подаються у форматі Прізвище Ім'я і/або Посада. Якщо вулиця названа за цілісним псевдонімом або прізвиськом, то сортування відбувається за першої літерою псевдоніма або імені, тобто Лесі Українки — на літеру Л, Марка Вовчка, Марка Черемшини — на М, Олени Пчілки — на О, Панаса Мирного — на П, Янки Купали — на Я тощо.
Курсивом позначені зниклі вулиці.
Колір фону у списку залежить від типу урбаноніма.
| Назва                         | Тип      | Колишні назви | Район                   | Місцевість  | Рік затв. | Джерела          |
| ----------------------------- | -------- | --- | ----------------------- | ----------- | --------- | ---------------- |
| Табірна                       | вулиця   | Таборова | Личаківський            | Кривчиці    | 1944      | ПСВЛ, ВП, Л      |
| Таджицька                     | вулиця   | Пасічна бічна І | Личаківський            | Майорівка   | 1962      | ПСВЛ, ВП, Л      |
| Талліннська                   | вулиця   | Бялогорска (част.), Білогорська | Залізничний             | Левандівка  | 1981      | ПСВЛ, ВП, Л      |
| Танячкевича Данила            | вулиця   | Велосипедна | Сихівський              | Новий Львів | 1993      | ПСВЛ, ІВЛ, ВП, Л |
| Тарасівська                   | вулиця   | Шевченка (Кривчиці) | Личаківський            | Кривчиці    | 1962      | ПСВЛ, ВП, Л      |
| Таращанська                   | вулиця   | Сьвєнтего Пйотра (Знесіння), Сьвєнтего Лукаша, Люкасґассе, Святого Лукаша | Личаківський            | Знесіння    | 1950      | ПСВЛ, ВП, Л      |
| Тарнавка                      | вулиця   | | Личаківський            | Знесіння    |           |                  |
| Тарнавського Мирона, генерала | вулиця   | Тарновскєґо, Гайнріх фон Трейчкеґассе, Тарновського, Кутузова | Галицький, Личаківський | Снопків     | 1992      | ПСВЛ, ІВЛ, ВП, Л |
| Татарська                     | вулиця   | Жулкєвска бочна, Татарска, Татаренвеґ | Галицький               | Підзамче    | 1944      | ПСВЛ, ВП, Л      |
| Творча                        | вулиця   | Леніна | Шевченківський          | Збоїща      | 1958      | ПСВЛ, ВП, Л      |
| Театральна                    | вулиця   | Пєкарска; частина вулиці між вул. Шевською і вул. Вірменською та частина вул. Вірменської до вул. Краківської: За Яткамі (Жезьніцка); частина вулиці від пл. Міцкевича до вул. П. Беринди: Шпітальна Свєнтего Духа; частина вулиці між вул. П. Беринди та вул. Шевською: Францісканьска; частина вулиці між вул. Шевською та вул. Вірменською: Ґродска; частина вулиці між вул. Вірменською та вул. Лесі Українки: Длуґа (Лянґеґассе), Театрална, Рутовскєґо, Лянґеґассе, Рутовського | Галицький               | Центр       | 1944      | ПСВЛ, ВП, Л      |
| Теліги Олени                  | вулиця   | Квяткувка (част.); Зєльона бочна, Венґліньскіх, Венглінських, Біломорська | Личаківський            | Снопків     | 1992      | ПСВЛ, ІВЛ, ВП, Л |
| Темницьких                    | вулиця   | Пястув (Левандівка, част.); Доробок | Залізничний             | Левандівка  | 1993      | ПСВЛ, ІВЛ, ВП, Л |
| Тена Бориса                   | вулиця   | Оґродніцка бочна, Ількєвіча, Шишкіна | Шевченківський          | Замарстинів | 1993      | ПСВЛ, ІВЛ, ВП, Л |
| Теребовлянська                | вулиця   | На Опоце, Курдибана | Личаківський            | Знесіння    | 1950      | ПСВЛ, ВП, Л      |
| Терлецького Остапа            | вулиця   | Торова, Остмеркервеґ | Франківський            | Богданівка  | 1993      | ПСВЛ, ІВЛ, ВП, Л |
| Тернова                       | вулиця   | | Залізничний             | Білогорща   | 1958      | ПСВЛ, ВП, Л      |
| Тернопільська                 | вулиця   | Торунська, Цешиньска, Познаньска, Торнерґассе, Тешенерґассе, Позенерґассе, Торуньська, Цешинська, Познанська, Новотка | Сихівський              | Новий Львів | 1946      | ПСВЛ, ВП, Л      |
| Тершаковців                   | вулиця   | Врублєнца, Тарговіца джева будульцовего, пляц Сакраментек, пляц Ґосєвскєго, Ґосєвскєго, Фімаркт, Фімарктґассе, Госєвського, площа Госєвського, площа Марченка, Марченка | Личаківський            | Личаків     | 1993      | ПСВЛ, ІВЛ, ВП, Л |
| Тесленка Архипа               | вулиця   | Млинарска бочна, Вибрановскєґо, Вибрановського | Шевченківський          | Підзамче    | 1946      | ПСВЛ, ІВЛ, ВП, Л |
| Теслярська                    | вулиця   | | Шевченківський          | Голоско     |           | ПСВЛ, ВП, Л      |
| Тиверська                     | вулиця   | Кашубска, Кашубенґассе, Кашубська | Сихівський              | Новий Львів | 1950      | ПСВЛ, ВП, Л      |
| Тиктора Івана                 | вулиця   | Сьвєнтего Станіслава, Станісляусґассе, Святого Станіслава, Волинська, Орловська | Галицький               | Центр       | 1993      | ПСВЛ, ІВЛ, ВП, Л |
| Тисова                        | вулиця   | | Шевченківський          | Клепарів    |           | ВП, Л            |
| Тиха                          | вулиця   | Хоронщизна сьлєпа, Ціха, Штіллеґассе | Галицький район         | Центр       | 1946      | ПСВЛ, ВП, Л      |
| Тичини Павла                  | вулиця   | | Шевченківський          | Замарстинів | 1980      | ПСВЛ, ІВЛ, ВП, Л |
| Тіниста                       | вулиця   | | Шевченківський          | Рясне       |           | ВП, Л            |
| Тісна                         | вулиця   | Собєскєґо (Левандівка); Цясна, Енґеґассе | Залізничний             | Левандівка  | 1946      | ПСВЛ, ВП, Л      |
| Ткацька                       | вулиця   | Ткацка | Шевченківський          | Підзамче    | 1944      | ПСВЛ, ВП, Л      |
| Тобілевича Івана              | вулиця   | Дзялиньскіх, Даймлерґассе, Дзялинських | Франківський            | Новий Світ  | 1946      | ПСВЛ, ІВЛ, ВП, Л |
| Томашівська                   | вулиця   | Блока (Рясне), Гжицького (Рясне) | Шевченківський          | Рясне       | 1993      | ПСВЛ, ВП, Л      |
| Томашівського Степана         | вулиця   | Хоронщизна бочна, Сташіца, Скрябіна | Галицький               | Центр       | 1993      | ПСВЛ, ІВЛ, ВП, Л |
| Топольна                      | вулиця   | | Шевченківський          | Замарстинів |           | ВП, Л            |
| Топольні 1-6-ий               | провулки | | Шевченківський          | Замарстинів | 1958      | ПСВЛ, ВП, Л      |
| Торгова                       | вулиця   | Тарґовіца соляна, пляц Мали, пляц Ґолуховскіх, Театерпляц, площа Голуховських | Галицький               | Центр       | 1944      | ПСВЛ, ВП, Л      |
| Торф'яна                      | вулиця   | Конарскєґо (Замарстинів, част.); На Торфи, Торфґассе | Шевченківський          | Замарстинів | 1946      | ПСВЛ, ВП, Л      |
| Трависта                      | вулиця   | Всходня (Знесіння); Травяста | Личаківський            | Знесіння    | 1944      | ПСВЛ, ВП, Л      |
| Трещаківського Лева           | вулиця   | Апаратна | Залізничний             | Сигнівка    | 1993      | ПСВЛ, ІВЛ, ВП, Л |
| Трильовського Кирила          | вулиця   | Лелюшенка | Сихівський              | Сихів       | 1992      | ПСВЛ, ІВЛ, ВП, Л |
| Тролейбусна                   | вулиця   | | Франківський            | Боднарівка  | 1973      | ПСВЛ, ВП, Л      |
| Тростинна                     | вулиця   | | Шевченківський          | Рясне       |           | ПСВЛ, ВП, Л      |
| Трускавецька                  | вулиця   | Веселова | Франківський            | Боднарівка  | 1993      | ПСВЛ, ВП, Л      |
| Труша Івана                   | вулиця   | Обводова, Обвідна; частина вулиці з будинками №2-№4, №6, №8, №10 у 1979-1989 рр. називалася вул. Єсєніна | Франківський            | Новий Світ  | 1946      | ПСВЛ, ІВЛ, ВП, Л |
| Трясила Тараса                | вулиця   | Галицька (Рясне) | Шевченківський          | Рясне       | 1988      | ПСВЛ, ІВЛ, ВП, Л |
| Туган-Барановського Михайла   | вулиця   | Сакраментиньска, Сакраментек, Чкалова | Личаківський            | Личаків     | 1992      | ПСВЛ, ІВЛ, ВП, Л |
| Тунельна                      | вулиця   | | Шевченківський          | Голоско     | 1955      | ПСВЛ, ВП, Л      |
| Турецька                      | вулиця   | Турецка, Тюркенштрассе, Турецька, Крушельницької | Галицький               | Снопків     | 1993      | ПСВЛ, ВП, Л      |
| Туркменська                   | вулиця   | Міцкевіча (Знесіння); Цюхціньскєґо, Цюхцінського | Личаківський            | Знесіння    | 1946      | ПСВЛ, ВП, Л      |
| Турянського Осипа             | вулиця   | Ґольдмана, Коновалецштрассе, Гольдмана, Папанінців | Шевченківський          | Клепарів    | 1992      | ПСВЛ, ІВЛ, ВП, Л |
| Тучапського Макарія           | вулиця   | Цясна (Замарстинів); Павульскєґо, Красінскіґассе, Павульського, Разіна | Шевченківський          | Замарстинів | 1993      | ПСВЛ, ІВЛ, ВП, Л |
| Тюльпанова                    | вулиця   | | Залізничний             | Сигнівка    | 1957      | ПСВЛ, ВП, Л      |
| Тютюнників                    | вулиця   | Гайке-Босака, Білоруська, Лютцовґассе, Немировича-Данченка | Галицький               | Снопків     | 1993      | ПСВЛ, ІВЛ, ВП, Л |